# Deine Lakaien
Deine Lakaien ist ein seit 1985 aktives Musikprojekt aus Deutschland. Es besteht aus dem Sänger Alexander Veljanov und dem Komponisten und Multiinstrumentalisten Ernst Horn. Die Gruppe vereint Einflüsse des Dark Wave mit Pop und Merkmalen der Avantgarde.

## Bandgeschichte

### Gründung (1985–1989)
Deine Lakaien wurde im Jahr 1985 von Ernst Horn und Alexander Veljanov gegründet. Ernst Horn war zu dieser Zeit Kapellmeister am Badischen Staatstheater in Karlsruhe, Theaterpianist und Komponist am Bayerischen Staatsschauspiel in München, er beschäftigte sich hauptsächlich mit Avantgarde-Musik des 20. Jahrhunderts. Der gebürtige Mazedonier Alexander Veljanov studierte 1985 Theater- und Filmwissenschaften in München, er gehörte der Gothic-Szene an und interessierte sich vornehmlich für Dark Wave. Über das Kennenlernen mit dem rund sechzehn Jahre älteren Ernst Horn sagte Alexander Veljanov:

„Da standen sich zwei Männer gegenüber, die ziemlich verschieden waren und der Altersunterschied war nicht zu übersehen. Als wir dann anfingen, uns über Musik zu unterhalten, war das Eis schnell gebrochen, obwohl unser Musikgeschmack unterschiedlicher nicht hätte sein können.“

Ernst Horn war mit seiner bisherigen Tätigkeit nicht zufrieden, er wollte etwas Moderneres machen. Bereits im Winter 1984 hatte er einige Stücke für ein neues Projekt aufgenommen, ihm fehlte lediglich ein Sänger. Im Jahr 1985 schaltete er eine Zeitungsanzeige mit dem Text „Suche experimentierfreudigen Sänger“. Nachdem Alexander Veljanov sich auf die Anzeige hin bei Ernst Horn meldete, trafen sie sich in München und gründeten noch im selben Jahr Deine Lakaien.
Im Mai 1986 erschien das Debütalbum Deine Lakaien in einer Auflage von 500 Schallplatten, die Ernst Horn selbst finanzierte und von seiner Wohnung in Lochham aus vertrieb. Obwohl die Musiker im gesamten Bundesgebiet Plattenläden suchten, die das Album verkaufen würden, fanden sie nur wenige Interessenten. Dank einiger Läden konnten schließlich doch einige 100 Platten verkauft werden, außerdem wurde der Track Colour-Ize öfter in regionalen Diskotheken gespielt und entwickelte sich dort zu einem Untergrund-Hit. Der Erfolg von Deine Lakaien blieb allerdings lokal sehr beschränkt. 1990 wurde Colour-Ize auch auf dem ersten Zillo-Sampler German Mystic Sound Sampler Volume I veröffentlicht, zu diesem Zeitpunkt hatte Deine Lakaien allerdings bereits einen Plattenvertrag.
Trotz der ungewissen Zukunft nahmen sie 1987 eine Demokassette auf, die – angelehnt an die silberne Verpackung – als Silver Tape und Silberne Cassette bezeichnet wurde. Mit einer Auflage von rund 50 Stück des Silver Tape versuchten Deine Lakaien jahrelang, das Interesse eines Plattenlabels zu wecken. Im Jahr 1989 trat ein Fan von Deine Lakaien an Carl Erling, Gymnastic Records München, heran. Mit ihm unterschrieb Deine Lakaien schließlich 1990 einen Vertrag, das neugegründete Sublabel ClassX übernahm Deine Lakaien. Für das nächste Album wurden nur die Stücke Days gone by, Reincarnation und Love Me to the End vom Silver Tape verwendet, der Rest der Promo wurde auf Wunsch der Band verworfen, obwohl ClassX Silver Tape unverändert veröffentlicht hätte. Erst 2003 wurde das Silver Tape unter dem Namen 1987 wiederveröffentlicht.

### Weg zum Erfolg (1990–1995)

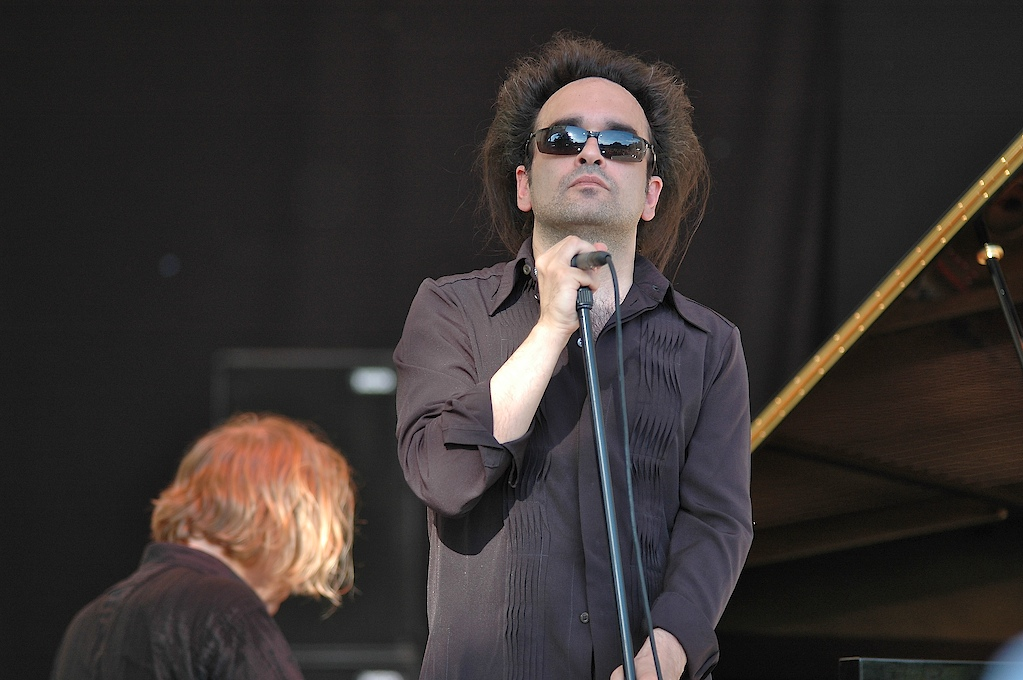
Ernst Horn, Alexander Veljanov (Akustikauftritt), 15. Juli 2006 in Hannover, Gilde Parkbühne (Secret Garden Festival)

Als erste europäische Band mit einem Plattenvertrag bei Gymnastic Records war die unsichere Zeit für Deine Lakaien vorbei: Im Januar 1991 erschien das zweite Album Dark Star, das sich im Laufe weniger Monate über 5000 Mal verkaufte.
Wenig später im November 1991 erschien die EP 2nd Star mit weiteren Stücken und Remixen und Ende 1991 wurde das Debütalbum auf CD wiederveröffentlicht. Ebenfalls Ende 1991 fand die erste Deine-Lakaien-Tour statt, bei der die Band vor bis zu 800 Besuchern in Bochum spielte. Da Ernst Horn und Alexander Veljanov Konzerte ohne Playback und Bandspuren spielen wollten, kamen mit dem Violinisten Christian „Komo“ Komorowski und dem Multiinstrumentalisten und Mittelaltermusiker Michael Popp zwei Musiker zur Livebesetzung hinzu. Christian Komorowski war Alexander Veljanov aus Berlin von der Band Love Sister Hope bekannt, Michael Popp und Ernst Horn hatten sich beim Münchner Residenztheater getroffen. Ernst Horn gründete ebenfalls 1991 mit Michael Popp die Band Qntal. Wegen des Erfolgs der Dark-Star-Tour wurde sie 1992 fortgesetzt und mit Dark-Star-Tour ’92 sogar ein erstes Livealbum veröffentlicht, mit Aufnahmen der Konzerte am 19. Februar 1992 in Detmold, Hunky Dory, am 21. Februar 1992 in Hamburg, Markthalle und am 25. Februar 1992 in München, Station West.
Bereits am 11. Oktober 1991 gab Deine Lakaien im Vier-Linden in Hildesheim ein Konzert, das für die Radiosendung Grenzwellen mitgeschnitten wurde, ein weiteres folgte am 19. Februar 1992 im Hunky Dory in Detmold. Nach dieser erfolgreichen Zusammenarbeit schlug Ecki Stieg, der Moderator von Grenzwellen, einen Auftritt auf einer „Veranstaltung in eigener Sache“ vor. Ernst Horn ging von einer privaten Party aus und entwickelte ein Konzept um einige Deine-Lakaien-Stücke zu zweit mit präpariertem Flügel darzubieten. Die Veranstaltung stellte sich als Festival mit mehreren Bands in einer Halle heraus. Trotz des deutlich größeren Rahmens fand der Auftritt Anklang im Publikum, so dass Deine Lakaien im Dezember 1992 mit der Dark-Moon-Tour eine erste Akustik-Tournee zusammen mit Stephen Brown und Blaine L. Reininger von Tuxedomoon spielte.
1993 spielte Deine Lakaien einige weitere Akustikkonzerte, die Musiker beschäftigten sich jedoch hauptsächlich mit den Aufnahmen zu ihrem dritten Album. Außerdem veröffentlichte Veljanov im März 1993 mit seinem Nebenprojekt Run Run Vanguard das Album „Suck Success“. Am 29. Oktober 1993 erschien Forest Enter Exit, das erste Album, mit dem Deine Lakaien eine Chartplatzierung erreichte. Im November und Dezember 1993 fand die erste Forest-Enter-Exit-Tour statt, die 1994 fortgesetzt wurde. Das Konzert in der Festhalle Durlach in Karlsruhe vom 10. Dezember 1993 wurde aufgenommen und 1995 auf VHS veröffentlicht. 1994 erschien mit Mindmachine die erste Single. 1995 fand die zweite großangelegte Akustiktour mit der Instrumentalgruppe Das Holz als Vorband statt, zu der auch die Live-CD Acoustic veröffentlicht wurde. Außerdem erschien mit Qntal II das zweite Qntal-Album. Alexander Veljanov arbeitete mit der englischen Band Sleeping Dogs Wake zusammen, die schon 1993 als Vorband auf der Forest-Enter-Exit-Tour mit Deine Lakaien in Kontakt gekommen war.

### Die zweite Dekade (1996–2005)

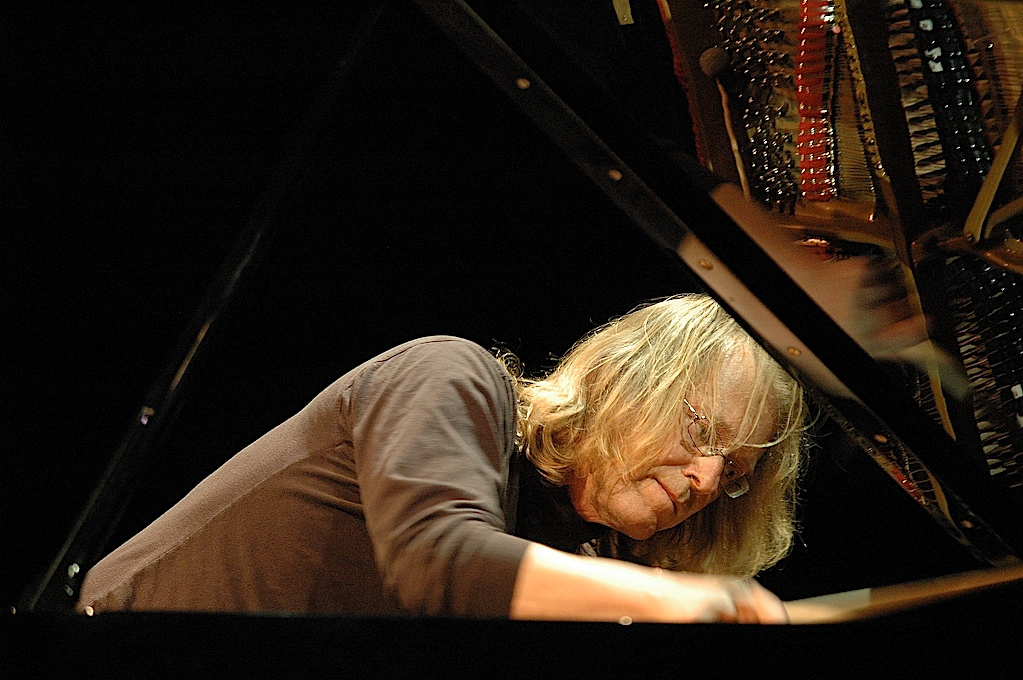
Ernst Horn mit Präpariertem Klavier (Akustikauftritt), 29. April 2006, Berlin, Neue Nationalgalerie / Salon Noir

Zur Feier des zehnten Jubiläums der Bandgründung wurde 1996 die Videokassette First Decade mit Liveaufnahmen und Videoclips veröffentlicht, außerdem erschien das Album Winter Fish Testosterone. Im März, April, Oktober und November fand die Winter-Fish-Testosterone-Tour statt, bei der Qntal als Vorband spielte: Die Musiker blieben das gesamte Konzert auf der Bühne, lediglich Sigrid Hausen, die Sängerin von Qntal, ging während Un vers de dreyt nien von der Bühne und wurde durch Alexander Veljanov ersetzt, der im fließenden Übergang My Winter sang. Im Herbst 1996 wurde ClassX aufgelöst und durch Chrom Records ersetzt. Zugunsten von diversen Soloaktivitäten pausierte Deine Lakaien 1997 weitgehend.
1998 wurde das Album Kasmodiah aufgenommen. Bei diesen Aufnahmen waren Christian Komorowski und Michael Popp zum ersten Mal auch im Studio vertreten, gleichzeitig wurden sie zur offiziellen Band hinzugezählt und waren in den Videos zu Return und Into My Arms vertreten. Im Jahr 2000 verließen die beiden Deine Lakaien jedoch bereits wieder, gleichzeitig trennte sich Ernst Horn von Qntal und gründete Helium Vola. Vor der Trennung erschien im Jahr 1999 jedoch noch das Album sowie die Singles Return und Into My Arms, außerdem ging Deine Lakaien mit Summit auf Tournee. Für den Verkauf von Kasmodiah arbeitete Deine Lakaien erstmals neben Chrom Records auch mit dem Major-Label Columbia Records zusammen.
Nach weiteren Neben- und Soloaktivitäten fanden im Dezember 2001 die ersten beiden Akustikkonzerte seit sechs Jahren statt. Kurz zuvor wurden die Aufnahmen zum nächsten Album abgeschlossen, im Januar 2002 erschien White Lies. Bereits im Oktober 2001 erschien die Single Generators, im November 2002 wurde Where you are in zwei Versionen veröffentlicht. Für die Tour im März und November 2002 kamen die Livemusiker Tobias „B. Deutung“ Unterberg von The Inchtabokatables, Robert Wilcocks von Sleeping Dogs Wake und Summit sowie Yvonne „Ivee Leon“ Fechner und „Sharifa“ zu Deine Lakaien. Das Konzert im Lindenpark in Potsdam vom 29. November 2002 wurde aufgenommen und erschien 2003 auf DVD.
Da es vom Silver Tape keine offizielle Veröffentlichung gab, waren lediglich einige schlechte Bootlegs im Umlauf. Nachdem Ernst Horn ein Bootleg hörte, bei dem jemand eigene Stücke zwischen die eigentlichen Tracks mischte, entschieden sich die beiden, das Album nach 16 Jahren unter dem Titel 1987 doch zu veröffentlichen. Im Jahr 2005 erschien das Studioalbum April Skies. Im April 2005 fand die April Skies-Tour statt. Die estnische Girlgroup Vanilla Ninja verwendete im Video zur Single Cool Vibes von 2005 Bildmaterial aus dem Video zur Deine-Lakaien-Single Mindmachine von 1994.

### Gegenwart (seit 2005)
In den folgenden Jahren feierten Deine Lakaien das 20-jährige Bestehen der Band mit einigen besonderen Aktionen. Den Auftakt machte das Concert That never Happened Before am 12. August 2005 im Capitol in Hannover. Erstmals in der Geschichte von Deine Lakaien traten Ernst Horn und Alexander Veljanov zu zweit mit Elektronik auf. Gespielt wurden ausschließlich Stücke der ersten Dekade. 2006 erschien die Aufnahme von dem Konzert auf der DVD The Concert That Never Happened Before in einer auf 1987 begrenzten Stückzahl. Noch 2005 wurden Dark Star mit 2nd Star und Forest Enter Exit mit Mindmachine in Doppel-CD-Ausgaben neu veröffentlicht. Im Jahr 2006 fanden nur wenige Konzerte statt, unter anderem ein Akustikauftritt in der Neuen Nationalgalerie im Rahmen der Ausstellung Melancholie. Genie und Wahnsinn in der Kunst und je zwei Auftritte in Russland und Spanien. Im Sommer 2006 erschien mit A Fish Called Prince ein neues Stück von Deine Lakaien auf dem Sampler Where’s Neil When You Need Him?. Der Sampler soll einen Tribut an Neil Gaiman darstellen, als Anlass diente die Verfilmung der Neil-Gaiman-Novelle Stardust unter dem Namen Der Sternwanderer.

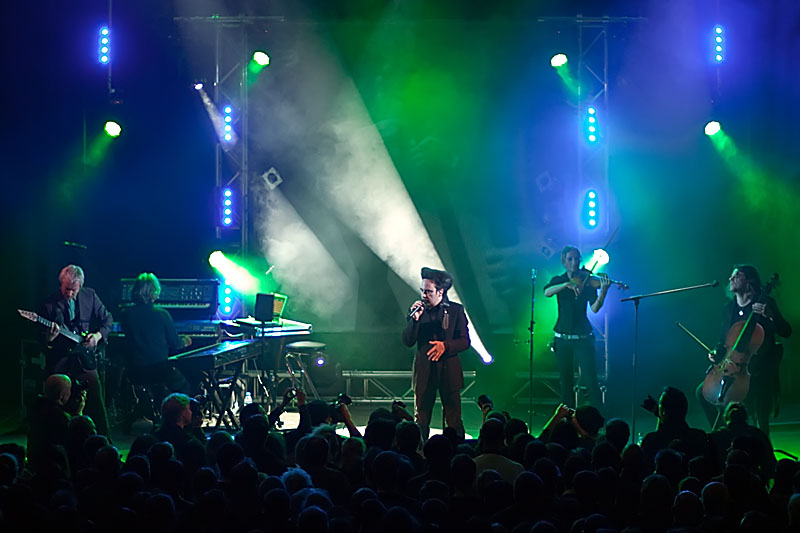
Indicator-Tour im Werk II in Leipzig

Den Höhepunkt der Jubiläumsfeiern sollte die Tournee 20 Years of Electronic Avantgarde im Februar 2007 darstellen. Gemeinsam mit dem Orchester Neue Philharmonie Frankfurt trat Deine Lakaien in Konzerthallen wie dem Gasteig (Philharmonie München) und der Alten Oper in Frankfurt am Main auf. Die Aufnahmen vom 18. Februar 2007 aus der König-Pilsener-Arena in Oberhausen wurden am 8. Juni 2007 in verschiedenen Versionen mit bis zu drei DVDs und zwei CDs veröffentlicht. Im Sommer und Herbst 2007 fanden weitere Konzerte mit Orchester statt, im Oktober 2007 spielte Deine Lakaien in normaler Besetzung je ein Konzert in Deutschland, den Niederlanden, Frankreich, der Schweiz und zwei Konzerte in Österreich, Vorband war unter anderem Lola Angst. 2008 wollen Ernst Horn und Alexander Veljanov pausieren, um Zeit für die Soloprojekte zu haben und geben so nur ein Konzert beim Amphi Festival in Köln am 19. Juli, sowie ein Akustik-Konzert in Peking. 2009 folgten im Juni zwei weitere Konzerte in China mit Band.
Im Dezember 2009 und Januar 2010 sowie im Mai 2012 gingen Deine Lakaien wie 1995 erneut auf Akustiktournee in Deutschland. Am 3. September 2010 erschien die Single Gone. Auf ihr befinden sich neben dem eigentlichen Song ein Remix des selbigen sowie die Lieder Kraken und A Fish called Prince. Zwei Wochen später erschien das Album Indicator in einer normalen und einer limitierten Auflage. Nach der Indicator-Tour im Oktober 2010 verließ Robert Wilcocks die Liveband auf eigenen Wunsch.
Nach den Akustiktourneen nahmen Deine Lakaien ihr zehntes Studioalbum Crystal Palace auf, das im August 2014 erschien. Die Single-Auskopplung enthielt neben den auch auf dem Album repräsentierten Songs Farwell und Where the winds don’t blow auch das Stück Into Chaos. Das Album wurde ohne Gastmusiker rein elektronisch produziert und stellt so eine Rückbesinnung auf die Anfänge der Gruppe dar. Für die anschließenden Konzerte wurde daher mit Slobodan Kajkut am Schlagzeug und Goran Trajkoski an E-Gitarre und Elektronik die Live-Besetzung geändert. Beide Musiker hatten Alexander Veljanov bereits 2009 auf der Tour zu seinem Solo-Album Porta Macedonia begleitet.
Ihr 30-jähriges Bestehen zelebrierte die Band 2016 mit einer Art „Best-of“-Album XXX. The 30 Years Retrospective, das in der 4CD-Variante aber auch unveröffentlichtes Studio- und Live-Material enthält. Die folgenden zwei Jahre spielten Deine Lakaien mehrere „XXX – The 30 Years-Tour“-Konzerte in besonderen Hallen wie der Berliner Philharmonie, der Philharmonie Köln und dem Dresdener Kulturpalast. Horn und Veljanov wurden nicht nur von allen aktuellen Live-Musikern begleitet – also außer Kajkut und Trajkoski auch B. Deutung, Ivee Leon und Katharina Garrard – sondern stellten auch ihre Soloprojekte Helium Vola und Veljanov vor. Der veröffentlichte Live-Mitschnitt enthält auch Filmaufnahmen  aus der Hamburger Laeiszhalle. 2019 traten Deine Lakaien zusammen mit den Solo-Projekten in Rahmen der Acoustica Tour auf. Außer Goran Trajkoski unterstützte Igor Zotic die Band und das Soloprojekt Veljanov. Alexander Veljanov trat bei zwei Helium-Vola-Stücken im Duett mit Sabine Lutzenberger auf.
Wegen der Corona-Pandemie konnte das 10. Studioalbum der Band nicht wie geplant 2020 erscheinen; ebenso musste die Tournee verschoben werden. Stattdessen gaben Deine Lakaien am 16. Juli 2020 ein Streamingkonzert, bei dem sie ihre Cover von Because the night (von Patti Smith und Bruce Springsteen) als Vorbote des neuen Albums vorstellten. Das Doppelalbum Dual, das zur Hälfte Eigenkompositionen enthält, erschien am 16. April 2021 und wurde von der Gruppe als ihr „mit Abstand aufwändigstes Studio-Album“ bezeichnet.

## Stil

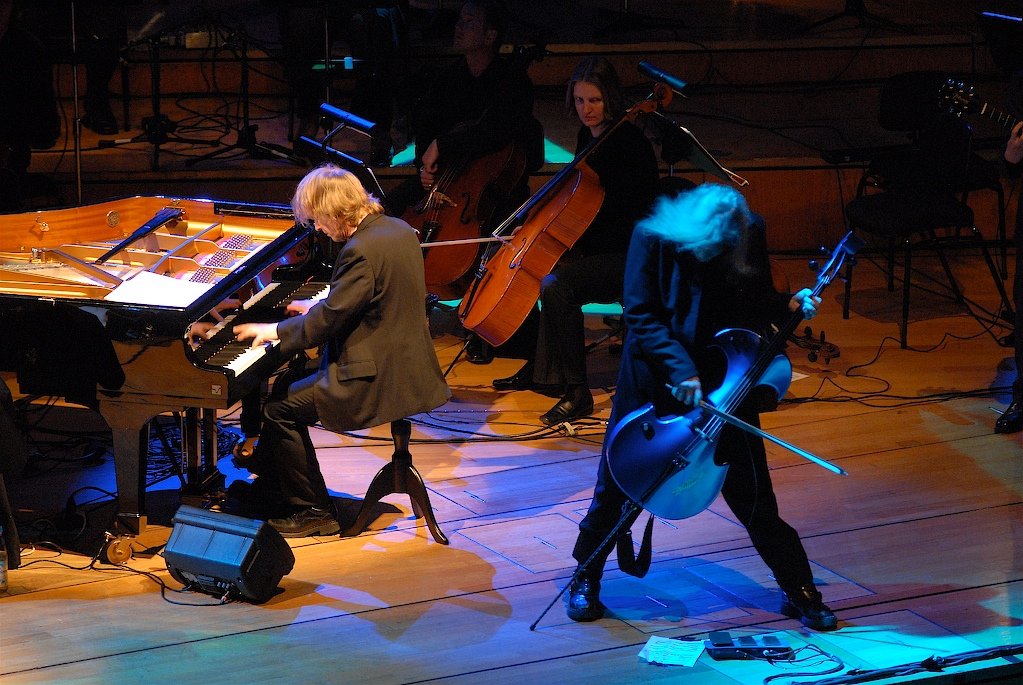
Ernst Horn, B. Deutung mit der Neuen Philharmonie Frankfurt, Philharmonie München, 19. Februar 2007

### Bandname
Der Name „Deine Lakaien“ wurde von Alexander Veljanov vorgeschlagen. Er ist an die Textzeile „Auch Lakaien haben Taktgefühl“ des Einstürzende-Neubauten-Songs Die genaue Zeit angelehnt. Hintergrund für diese Auswahl war, dass Deine Lakaien elektronische Musik machen sollte, die beiden Musiker die Wave-Bewegung allerdings als gestorben ansahen. Deswegen wollten sie einen Namen, der nicht mit dieser Strömung in Verbindung stand. Gleichzeitig sollte der Name deutsch sein, obwohl bereits zu dem Zeitpunkt klar war, dass die Texte überwiegend auf Englisch sein würden.

### Musik
Stilistisch wird Deine Lakaien vornehmlich dem Dark-Wave-Umfeld zugewiesen. Die Studioalben sind überwiegend elektronisch produziert, lediglich auf Kasmodiah von 1999 und April Skies von 2005 nahmen die jeweiligen Livemusiker an den Aufnahmen teil, für White Lies von 2002 wirkten eine Geigerin, ein Cellist, ein Gitarrist und ein Drehleier-Spieler mit. Einflüsse sind ernste Musik und verschiedene Künstler der 1970er und 1980er Jahre wie Ultravox, Kraftwerk, Virgin Prunes, Bauhaus und Joy Division.
Ein wesentliches Merkmal der Musik von Deine Lakaien ist die große stilistische Vielfalt. So versammeln sich alleine auf dem 1993er Album Forest Enter Exit mit The Walk to the Moon eine ruhige, emotionale, hauptsächlich mit dem Klavier begleitete Ballade, mit Nightmare eine Mischung getragener Passagen und dissonanter Avantgardeparts, und technoide Stücke wie Resurrection Machine und Brain Fic. Spätere Alben sind etwas einheitlicher im Charakter; Kasmodiah und White Lies sind relativ ruhig, während das Album April Skies deutlich lebhafter ist. Dieser Charakter wird durch den Einsatz einer E-Gitarre und Einflüsse aus der Rockmusik unterstützt.

### Texte
Beide Musiker von Deine Lakaien schreiben je die Hälfte der Texte. Während früher vor allem Ernst Horn für die Texte verantwortlich war, schrieb Alexander Veljanov auf Winter Fish Testosterone den überwiegenden Teil. Auf den letzten beiden Alben ist der Anteil von Ernst Horn wieder etwas gestiegen. In einem Interview sagte Ernst Horn:

„Ich habe im wesentlichen zwei Themen: Das ganz depressive alles-umsonst-Thema und auf der anderen Seite das philosophisch, politische.“

Dark Star von 1991 ist ein Konzeptalbum über Liebe, während sich Silver Tape von 1987 mit dem Tod beschäftigt. Das Debütalbum von 1986 handelt von einem Menschen, der vom Land in eine Stadt zieht und dort scheitert. Spätere Alben haben kein durchgängiges Konzept mehr. Die Texte zeichnen sich im Allgemeinen durch Selbstironie und Schwarzen Humor aus.
Der Großteil der Lieder von Deine Lakaien haben englische Liedtexte. Nur wenige Ausnahmen haben deutsche (Lass Mich, Album: Kasmodiah; Bei Nacht, Single: One Night) oder französische (Vivre, Album: April Skies; Europe, Album: Indicator) Texte. Trotz deutscher Titel sind auch die Texte von Frühlingstraum (Album: Dark Star) und Wunderbar (Album: White Lies) in englischer Sprache (wobei das Wort „wunderbar“ in dem gleichnamigen Lied auch im Refrain verwendet wird). Auch im Lied The Old Man Is Dead vom Album Indicator finden sich deutsche Textfragmente.

### Konzerte

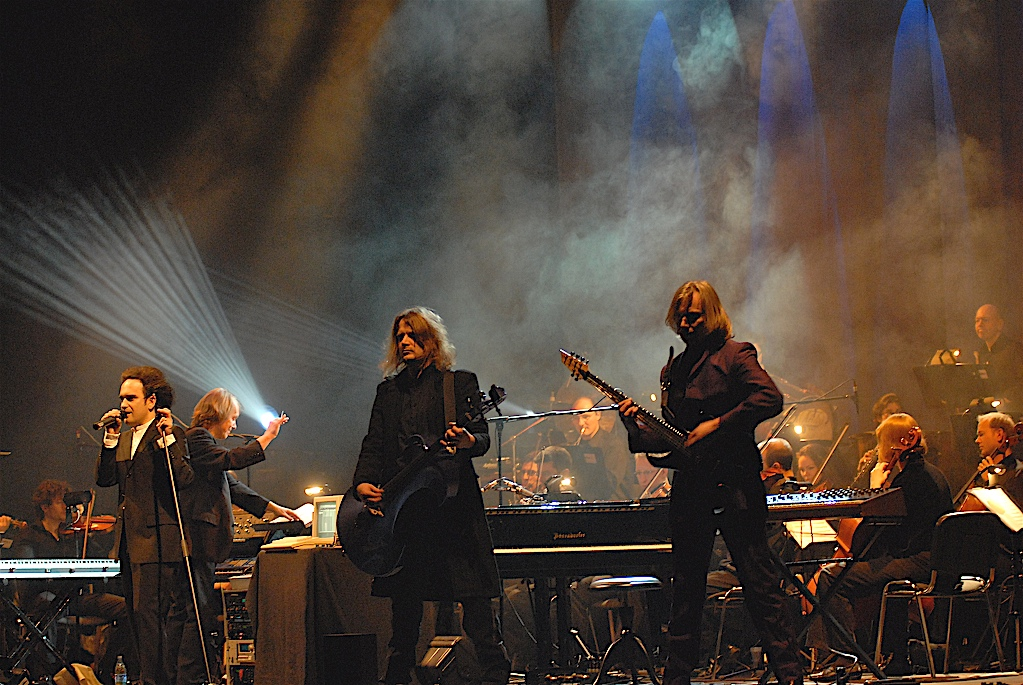
Alexander Veljanov, Ernst Horn, B. Deutung, Robert Wilcocks mit der Neuen Philharmonie Frankfurt, Arena Berlin, 19. Februar 2007

Ernst Horn und Alexander Veljanov haben im Verlauf ihrer Karriere verschiedene Ansätze entwickelt, ihre Musik live zu präsentieren. Im Hintergrund stand immer der Gedanke, nicht als typisches „Synthie-Duo“ mit Keyboard, DAT und Gesang auftreten zu wollen. Das erste Konzept, die Musik von Deine Lakaien zu präsentieren, bestand aus Ernst Horn mit Elektronik und später Klavier, Christian „Komo“ Komorowski mit Violine sowie Michael Popp mit E-Gitarre und verschiedenen mittelalterlichen Instrumenten. Von 1991 bis 2001 fanden die meisten Deine-Lakaien-Konzerte in dieser Besetzung statt, Konzerte sind auf der CD Dark Star-Tour '92 sowie den Videokassetten First Decade und Forest Enter Exit festgehalten. Nachdem sich Ernst Horn und Alexander Veljanov im Jahr 2001 von ihren Livemusikern trennten, fanden sie mit dem Cellisten Tobias „B. Deutung“ Unterberg, dem Gitarristen Robert Wilcocks sowie den Geigerinnen und Sängerinnen Yvonne „Ivee Leon“ Fechner und „Sharifa“ im Jahr 2002 eine neue Livebesetzung.
Bereits Mitte 1992 fand das erste „Acoustic“-Konzert statt, bei dem Alexander Veljanov nur von Ernst Horn begleitet wurde, der einen nach John Cages Vorbild präparierten Flügel spielte. 1992 und 1995 fanden ausgedehnte „Acoustic“-Tourneen statt, auf letzterer wurde die Live-CD Acoustic aufgenommen. Die Band spielt bis heute sporadisch „Acoustic“-Konzerte. Im Jahr 2005 fand mit dem Concert That Never Happened Before das einzige Deine-Lakaien-Konzert statt, bei dem Alexander Veljanov ausschließlich von Ernst Horns Elektronik begleitet wurde. Das Konzert wurde auf der gleichnamigen DVD veröffentlicht.
Im Jahr 2007 fand die erste Deine-Lakaien-Tournee mit Orchester statt. Zusammen mit der normalen Livebesetzung spielten die 40 Musiker der Neuen Philharmonie Frankfurt in verschiedenen Konzerthäusern und -hallen Deutschlands. Besonders wichtig war es der Band, sich von Bands wie Metallica abzugrenzen, die ihre Stücke für die S&M-Konzerte lediglich umarrangieren ließen:

„Blöd seine Songs runterdudeln und dazu irgendwelchen klebrigen Klassiksirup drüber gießen, das ist ganz schlimm.“

Da Ernst Horn bereits 20 Jahre früher als Arrangeur gearbeitet hatte, konnte er seine Stücke selbst für Orchester umschreiben. Dabei wurde das Orchester nicht bei jedem Stück komplett einbezogen, es gab sogar rein elektronische Stücke. Seine Orchesterstimmen sieht Ernst Horn hauptsächlich von moderner klassischer Musik aus der Zeit nach dem Zweiten Weltkrieg inspiriert, sie schließen ungewöhnliche Spielweisen wie das Schlagen der Instrumente oder das Spielen col legno mit ein. Ernst Horn war hauptsächlich als Dirigent beteiligt, spielte aber auch Flügel und Keyboard.
Die Band sieht diese verschiedenen Livebesetzungen als wichtiges Mittel, um das Thema eines Songs auszuführen:

„Es ist nicht so, dass man jetzt einmal nur eine Geige weglässt, sondern es sind tatsächlich Neu-Interpretationen, die immer wieder den Charakter eines Liedes neu interpretieren.“

## Diskografie

### Alben
| Jahr | Titel                           | Höchstplatzierung, Gesamtwochen, AuszeichnungChartplatzierungen (Jahr, Titel, Platzierungen, Wochen, Auszeichnungen, Anmerkungen) | Höchstplatzierung, Gesamtwochen, AuszeichnungChartplatzierungen (Jahr, Titel, Platzierungen, Wochen, Auszeichnungen, Anmerkungen) | Anmerkungen |
| Jahr | Titel                           | DE | CH | Anmerkungen |
| ---- | ------------------------------- | --- | --- | --- |
| 1986 | Deine Lakaien                   | — | — | LP, Eigenproduktion, Wiederveröffentlichung 1991 als 1st Album auf limitierter LP und CD bei ClassX |
| 1991 | Dark Star                       | — | — | LP, CD, Wiederveröffentlichung 2005 in einer Doppel-CD-Ausgabe mit 2nd Star |
| 1993 | Forest Enter Exit               | DE75 (6 Wo.)DE | — | LP, CD, MC, zuerst veröffentlicht als Promo-Picture-Disc mit einem von der regulären Ausgabe abweichenden Booklet und einem Info-Sheet. Zwei weitere CD-Auflagen erschienen limitiert im japanischen Paperfold-Design, teils mit und ohne Magnetverschluss. Wiederveröffentlichung 2005 in einer Doppel-CD-Ausgabe mit Mindmachine |
| 1996 | Winter Fish Testosterone        | DE71 (8 Wo.)DE | — | LP & 7" jeweils auf 1000 Stück limitiert, CD, die 7"-Single enthält den Track Dark Star (Mix 3) |
| 1999 | Kasmodiah                       | DE4 (11 Wo.)DE | — | LP, CD, Mini-Disc, auf 3000 Stück limitierte CD-Ausgabe enthält zusätzlich den Track Venus Man in einer alternativen Version |
| 2002 | White Lies                      | DE9 (7 Wo.)DE | — | 2×LP, CD |
| 2003 | 1987 – The Lost Early Works     | — | — | CD, Veröffentlichung des Silver Tape von 1987 |
| 2005 | April Skies                     | DE21 (5 Wo.)DE | — | CD, auch als Special Edition mit dem zusätzlichen Stück Falling |
| 2010 | Indicator                       | DE13 (3 Wo.)DE | — | CD, auch als Limited Edition mit Bonus-CD |
| 2014 | Crystal Palace                  | DE11 (2 Wo.)DE | — | 2×LP, CD, auch als limitierte Edition mit drei Bonus-Tracks |
| 2016 | XXX. The 30 Years Retrospective | DE41 (1 Wo.)DE | — | als 2CD-Box und 4CD-Box erschienen |
| 2021 | Dual                            | DE9 (2 Wo.)DE | CH87 (1 Wo.)CH | Doppelalbum, als 2CD-Mediabook, 3CD-Hardcover-Art-Book und Doppel-LP-Variante erschienen |
| 2021 | Dual +                          | DE46 (1 Wo.)DE | — | |

### Livealben
| Jahr | Titel                                  | Höchstplatzierung, Gesamtwochen, AuszeichnungChartsChartplatzierungen (Jahr, Titel, Platzierungen, Wochen, Auszeichnungen, Anmerkungen) | Anmerkungen |
| Jahr | Titel                                  | DE | Anmerkungen |
| ---- | -------------------------------------- | --- | --- |
| 1992 | Dark Star-Tour ’92                     | — | CD |
| 1995 | Forest Enter Exit                      | — | VHS, Live in der Festhalle Durlach, Karlsruhe, 10. Dezember 1993 |
| 1995 | Acoustic                               | DE73 (8 Wo.)DE | Limitierte Erstauflage im Pappschuber |
| 2003 | Live in Concert                        | DE74 (1 Wo.)DE | 2×CD, DVD, Offizieller Mitschnitt vom Konzert im Potsdamer Lindenpark am 29. November 2002 |
| 2006 | The Concert That Never Happened Before | DE74 (1 Wo.)DE | DVD, Ein offizieller Mitschnitt vom Special-Concert am 12. August 2005 im Capitol in Hannover erschien nur in einer auf 1987 Exemplare begrenzten Stückzahl. |
| 2007 | 20 Years Of Electronic Avantgarde      | DE49 (2 Wo.)DE | 2×CD, DVD, Live in Oberhausen mit der Neuen Philharmonie Frankfurt. Erschien außerdem als Special Edition inklusive der Live-Aufnahme auf CD und einer weiteren DVD, auf der sich unter anderem eine Videoclip Collection sowie Live Concert Clips aus der Anfangszeit befinden. |
| 2013 | Acoustic II                            | DE81 (1 Wo.)DE | CD, LP, per Pledgemusic vertriebene limitierte Auflage. Sie erfüllten dabei fast 600 % des gesteckten Ziels, das Album per Crowdfunding umzusetzen. |
| 2018 | XXX. The 30 Years Retrospective (Live) | DE81 (1 Wo.)DE | 2xCD, DVD, Mitschnitt der XXX-Tour zum 30. Jubiläum der Band |

### Singles
| Jahr | Titel Album                            | Höchstplatzierung, Gesamtwochen, AuszeichnungChartsChartplatzierungen (Jahr, Titel, Album, Platzierungen, Wochen, Auszeichnungen, Anmerkungen) | Anmerkungen                                                                                             |
| Jahr | Titel Album                            | DE | Anmerkungen                                                                                             |
| ---- | -------------------------------------- | --- | --- |
| 1994 | Mindmachine                            | — | CD |
| 1995 | Acoustic                               | — | 12"-4-Track-DJ-Single                                                                                   |
| 1999 | Into My Arms                           | DE64 (2 Wo.)DE | Promo-CD mit drei Tracks und zwei Tracks, in limitierter Ausgabe im Digipak und später reguläre Ausgabe |
| 1999 | Return                                 | DE85 (4 Wo.)DE | Promo-CD mit zwei Stücken, auf 2000 Stück limitierte Ausgabe im Digipak und später reguläre Ausgabe     |
| 2001 | Generators                             | DE58 (4 Wo.)DE | CDM |
| 2002 | Where You Are / In the Chains Of       | DE80 (1 Wo.)DE | CDM; zwei verschiedene Ausgaben                                                                         |
| 2005 | Over and Done                          | DE51 (4 Wo.)DE | CDM |
| 2005 | Secret Hideaway                        | — | CDM; ausschließlich als Promosingle                                                                     |
| 2010 | Gone                                   | — | CDM |
| 2010 | Special Indicator EP                   | — | CDM; Beilage zum Magazin Sonic Seducer mit einem exklusiven Song und drei exklusiven Remixen            |
| 2011 | One Night                              | — | CDM |
| 2014 | Special A. & C. EP                     | — | CDM; Beilage zum Magazin Sonic Seducer mit drei Songs                                                   |
| 2014 | Farewell / Where the Winds Don’t Blow  | — | CDM |
| 2020 | Because The Night / Because Of Because | — | Download                                                                                                |

### Sonstiges
| Jahr | Titel                                 | Format    | Infos |
| ---- | ------------------------------------- | --------- | --- |
| 1987 | Silver Tape                           | MC        | Das ursprünglich geplante zweite Album, erst 2003 unter dem Namen „1987 – The Lost Early Works“ veröffentlicht. |
| 1991 | 2nd Star                              | MLP, EP   | |
| 1992 | Songbook – Lyrics 1986–1992           |           | DIN A5-Songbuch zu den Titeln der ersten 3 Veröffentlichungen                                                   |
| 1994 | Mindmachine                           | VHS       | Video-Clip |
| 1996 | First Decade                          | VHS       | Videoclips und Liveaufzeichnungen (Forest Enter Exit, Acoustic) aus den ersten 10 Jahren der Band               |
| 1996 | Winter Fish Testosterone – Tour-Promo | EP        | Limitierte 5-Track Split-EP, zusammen mit 2 Titeln von Qntal                                                    |
| 1999 | Kasmodiah                             | Mini-Disc | 5-Track-Promo, wobei alle fünf Tracks einen so genannten „Trailer“ zum Album bilden                             |
| 2006 | A Fish Called Prince                  |           | Beitrag zu Neil Gaiman - Where’s Neil When You Need Him (Sampler)                                               |